# Il était une fois (groupe)
Pour les articles homonymes, voir Il était une fois.
Il était une fois est un groupe de musique de variétés français formé en 1971 à Paris par Serge Koolenn, Richard Dewitte, Joëlle Mogensen, Lionel Gaillardin, Bruno Walker et Christian Burguière. Devenu l'un des groupes  les plus en vue des années 1970, il éclate en 1979 en raison de dissensions entre les musiciens et la chanteuse. Celle-ci, qui a entamé une carrière solo sans grand succès, meurt prématurément d'un accident pulmonaire en 1982.
Durant sa carrière, le groupe produit quatre albums comportant des tubes comme Que fais-tu ce soir après dîner ?, Les Filles du mercredi, Pomme, Viens faire un tour sous la pluie, Rien qu'un ciel, et surtout, en 1975, J'ai encore rêvé d'elle, dont il se vend plus d'un million d'exemplaires en quelques semaines.

## Biographie

### Origines
Joëlle Mogensen, la chanteuse du groupe, est née en 1953 à Long Island dans l'État de New York (États-Unis). En 1969, elle suit ses parents en France, à Grimaud dans le Var. Alors qu'elle est en vacances à Saint-Tropez, elle rencontre deux musiciens de Michel Polnareff : Richard Dewitte (batterie, chant) et Serge Koolenn (guitare, chant). Avec ce dernier, elle entame une liaison et le couple s’installe à Colombes, près de Paris. À la suite de la dépression de Michel Polnareff, Serge Koolenn et Richard Dewitte se retrouvent au chômage. Ils font alors la tournée des boîtes : Richard derrière la sono, Serge et Joëlle derrière le bar.

### Formation
En 1971, avec un ami d’enfance, Lionel Gaillardin, guitariste de Nino Ferrer, Bruno Walker et un autre ancien membre des Jelly Roll, Christian Burguière, ils créent le groupe Il était une fois. Leur attaché de presse, Thierry Sabine, se charge de l'image et de la communication du groupe et participe à l'organisation de leurs tournées et des invitations sur les plateaux télévisés. En 1972, ils enregistrent leur premier 45 tours, Rien qu’un ciel, écrit et composé par Richard Dewitte. La chanson connaît un énorme succès et les propulse en tête des classements et à la une des médias.
Ils deviennent l'un des groupes de variétés les plus en vue des années 1970, avec quatre albums à leur actif et des tubes tels que Que fais-tu ce soir après dîner ?, Les filles du mercredi et surtout, en 1975, J’ai encore rêvé d’elle, chanson qui les amène au sommet de leur gloire. Ils passent à la télévision, enchaînent concert sur concert jusqu'au passage à l'Olympia en 1977. Les talents conjugués de Serge Koolenn pour les textes et de Richard Dewitte pour la musique assurent le succès de ces chansons.

### Éclatement
Mais ce nouveau mode de vie, les tournées, la pression médiatique distendent le lien  qui unissait Joëlle et Serge. Ils finissent par se séparer, ce qui entraîne  l'éclatement du groupe en 1979, après un dernier 45 tours, La clé des cœurs.
Joëlle Mogensen entame alors une carrière solo et sort son premier album, Joëlle tout court, en 1980. Le 15 mai 1982, alors que son disque Aime-moi vient de sortir, la chanteuse meurt brusquement, à l'âge de 29 ans, d'un œdème pulmonaire.
En 1979, Serge Koolenn enregistre l'album MEKS avec le batteur Gilbert Einaudi et deux anciens Jelly Roll, Henri Séré, dit Riquet, à la basse et Jacques Mercier à la guitare et au chant. Serge Koolenn réalise deux 45 tours et deux albums à l'aube des années 1980, signe pendant 10 ans les paroles de nombreux titres pour le chanteur Dick Rivers. Atteint d'un cancer, il meurt dans la nuit du 27 au 28 avril 2015,.
Richard Dewitte, quant à lui, sort quelques 45 tours confidentiels comme Elle aimait le sud, édité par EMI en 1981, et le générique de la série télévisée japonaise Spectreman en 1982 (ce dernier single s'est vendu à plus de 200 000 exemplaires). En septembre 2023, Il  est condamné à trois ans de prison ferme avec maintien en détention pour corruption de mineure.

## Discographie

### Compilations
- 1975 - Il était une fois (disque d'or[réf. nécessaire])
- 1975 - Il était une fois
- 1977 - Il était une fois (disque d'or[réf. nécessaire])
- 1978 - Il était une fois
- 1979 - Il était une fois
- 1979 - 14 grands succès
- 1980 - Enregistrements originaux
- 1992 - Il était une fois - Les plus belles fois : 1 enregistrement inédit : The fool on the hill (John Lennon - Paul McCartney)
- 1992 - Il était une fois - Les plus belles fois volume 2 : 1 enregistrement inédit : Because (J. Lennon - P. McCartney)
- 1994 - Il était une fois - Leurs plus belles chansons
- 1996 - Le meilleur de Il était une fois (1xCD) : 1 enregistrement inédit : Je tire ma révérence (Pascal Bastia) (duo avec Julien Clerc)

- 1998 - Il était une fois - 20 chansons d'or
- 2000 - Il était une fois - Anthologie (1xCD)

- 2002 - Il était une fois - Essentials
- 2004 - Best of Il était une fois - La légende
- 2007 - Il était une fois - Platinum Collection
- 2008 - Best of Il était une fois volumes 1 & 2 + DVD
- 2012 - Il était une fois - Best of 2012
- 2017 - Il était une fois - Best of 2017 - 60 chansons

### Singles
- 1972 : Rien qu'un ciel (R. Dewitte) / Maria (S. Koolenn) (45 t) Pathé – 2C 006-12200
- 1972 : Rien qu'un ciel (R. Dewitte) + Maria (S. Koolenn) / Chacun de nous (S. Koolenn) + La fille que j'aime (S. Koolenn) (EP 45 t) Pathé – 8E 016-12350
- 1972 : Why my love (R. Dewitte, J. Mogensen) / Say mama (J. Meeks, J. Earl) (45 t) Columbia – 5C 006-12392
- 1973 : Les filles du mercredi (R. Dewitte, S. Koolenn) / Dans tout l'univers (R. Dewitte, S. Koolenn) (avec Patrick Beauvarlet) (45 t) Pathé – 2C 006-12394
- 1973 : Que fais-tu ce soir après dîner ? (R. Dewitte, S. Koolenn) / Quelle belle après-midi (R. Dewitte, S. Koolenn) (45 t) Pathé Marconi EMI – 2C 006-12490
- 1973 : Quand tu partiras (R. Dewitte, S. Koolenn) / La rivière au bord de l'eau (R. Dewitte, S. Koolenn) (45 t) Pathé – 2 C 008-12688
- 1973 : Chanson de Maurin (Francis Lemarque) (chanson du feuilleton télévisé L'illustre Maurin) / La fille que j'aime (S. Koolenn) (45 t) Pathé – 2C 008-12709
- 1974 : Compte sur tes doigts (R. Dewitte, S. Koolenn) / Voilà qu'il pleut (R. Dewitte, S. Koolenn) (45 t) Pathé – 2C 008 12721
- 1974 : C'était l'année dernière (R. Dewitte, S. Koolenn) / Téléphone (R. Dewitte, S. Koolenn) (45 t) Pathé – 2C 008-12958
- 1974 : Douce nuit, sainte nuit (traditionnel) (choristes: Dominique Perrier, Hélène Devos) / Polnarevient (R. Dewitte, S. Koolenn) (45 t) Pathé – 2C 004-13019
- 1975 : La femme araignée (D. Schnitzer, S. Koolenn) / Dis-moi comment tu t'appelles (R. Dewitte, S. Koolenn) (45 t) Odeon Records – C 064-13056
- 1975 : J'ai encore rêvé d'elle (R. Dewitte, S. Koolenn) / À 6000 (we don't speak english) (R. Dewitte, S. Koolenn) (45 t) Pathé Marconi EMI – 2C 004-13080
- 1975 : Viens faire un tour sous la pluie (R. Dewitte, S. Koolenn) / C'est comme ça que je m'en vais (L. Gaillardin, S. Koolenn) (45 t) Pathé – 2C 010-14256
- 1976 : Toi et la musique (R. Dewitte, S. Koolenn) / L'amour dans mon pays (R. Dewitte, S. Koolenn) (45 t) Pathé – 2C 010 14312
- 1977 : Clowns (R. Dewitte, S. Koolenn) / Viens faire un tour sous la pluie (R. Dewitte, S. Koolenn) (45 t) EMI – 11449
- 1977 : Je suis mélodie (R. Dewitte, S. Koolenn) / Dans les égouts (R. Dewitte, S. Koolenn) (45 t) Pathé – 2C 006 14368
- 1977 : Tourne la page (L. Gaillardin, S. Koolenn) / Y'a des jours comme ça (R. Dewitte, S.Koolenn) (45 t) Pathé – 2C 006 - 14422
- 1977 : Il a juste besoin d'un bateau (R. Dewitte, S. Koolenn) / Le temps des mobylettes (R. Dewitte, S. Koolenn) (45 t) Pathé – 2C 006-14454
- 1978 : Pomme (R. Dewitte, S.Koolenn) / Elle, Delta (R. Dewitte, S.Koolenn) (45 t) Pathé – 2C 008-14582
- 1978 : Pomme (R. Dewitte, S. Koolenn) / Mon cœur (R. Dewitte, S. Koolenn) (45 t) Pathé – SP 614 Promo
- 1978 : Pomme (R. Dewitte, S. Koolenn) /  Le droit de rêver (R. Dewitte, S. Koolenn) (45 t) Pathé – JBPAT 600 214 Juke Box
- 1978 : Mann , schau mich mal an (Pomme) (R. Dewitte - S. Koolenn - John Möring) / Elle, Delta (R. Dewitte - S. Koolenn) (45 t) EMI / Electrola 1C006-14719
- 1979 : Impazzirò (Basilio Filacchione, Pietro Civello) / Di più (Vincenzo Petti) (45 t) EMI – 3C 006-14720
- 1979 : Mescalino (L. Gaillardin, S. Koolenn) / À la sienne (R. Dewitte, S. Koolenn) (45 t) Pathé – 2C008-14723
- 1979 : Mescalino (L. Gaillardin, S. Koolenn) / J'ai encore rêvé d'elle (R. Dewitte, S. Koolenn) (45 t) Disco Junior Coca-Cola – COC 5
- 1979 : La clé des cœurs (S. Koolenn, Philippe Lhommet) / J'suis passible de la peine d'amour (R. Dewitte, S. Koolenn) (45 t) Pathé – 2C 008-14802
- 1992 : J’ai encore rêvé d’elle (R. Dewitte, S. Koolenn) / Rien qu’un ciel (R. Dewitte) (45 t) EMI 8700057
- 1992 : J’ai encore rêvé d’elle (R. Dewitte, S. Koolenn) / Rien qu’un ciel (R. Dewitte) / Viens faire un tour sous la pluie (R. Dewitte, S. Koolenn) (CD) EMI France – SPCD 1591
- 1992 : Viens faire un tour sous la pluie (R. Dewitte, S. Koolenn) / Chez moi (S. Koolenn) (45 t) EMI France – 8700127

### Participations
- 1974 : Carlos : Une journée de monsieur Chose : Le petit baisenville (Claude Lemesle, Alice Dona) (33 t) CBS – 65 991
- 1975 : Marcel Dadi and Friends : Country show live : For no one (J. Lennon, P. McCartney) (33 t) Transatlantic TRA 89.527